# João Ises
João Ises (em grego: Ἱωάννης Ἴσης; romaniz.: Ioánnes Ises; fl. 1221–36) foi um comandante militar sênior do Império de Niceia, com o posto de protoestrator.

## Vida

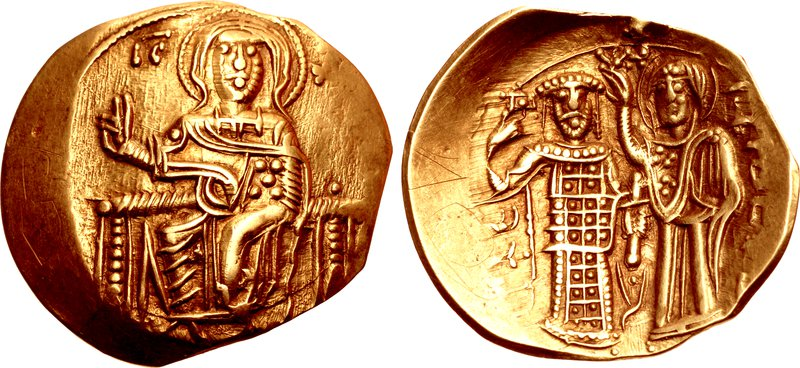
Hipérpiro de r.

João é documentado pela primeira vez numa bula dourada emitida em 1221 pelo imperador niceno Teodoro I Láscaris (r. 1205–1222) para o Mosteiro de São João, o Teólogo em Patmos. É registrado em seguida por Jorge Acropolita em ca. 1224, quando os habitantes de Adrianópolis enviaram emissários para Niceia, convocando o imperador João III Ducas Vatatzes (r. 1222–1254) para liberá-los do governo latino.
Vatatzes enviou João, junto com João Camitzes, como chefe dum exército. A cidade foi facilmente capturada, mas logo depois, no final de 1224 ou começo de 1225, o déspota do Epiro, Teodoro I Comneno Ducas, um rival de Vatatzes que também reclamou o título imperial, apareceu diante da cidade. Teodoro conseguiu conquistar os habitantes, e Ises e Camitzes concordaram em deixar a cidade sob garantia de salvo-conduto. Ises é então mencionado pela última vez em outro documento em 1236.